# Новая Кульна
Новая Кульна (укр. Нова Кульна) — село, относится к Подольскому району Одесской области Украины.
Население по переписи 2001 года составляло 216 человек. Почтовый индекс — 66332. Телефонный код — 4862. Занимает площадь 0,72 км². Код КОАТУУ — 5122985102.

## История
В 1945 году указом ПВС УССР сёла Новая Кульна и Мельниково объединены в село Новая Кульна.

## Местный совет
66332, Одесская обл., Подольский район, с. Нестоита;